# Mariana Espósito
Mariana Espósito Riera (Buenos Aires, Argentína, 1991. október 10. –) argentin színésznő, énekesnő és modell. A magyar nézők a Csacska angyal, Mosolyt kérek! és az Isten áldjon, Esperanza! című telenovellákból ismerhetik.

## Élete
1991. október 10-én született Buenos Aires-ben. Szülei Maria Jose Riera és Carlos Espósito. Van egy nővére, Ana Laura és egy bátyja, Patricio. Mindig is arról álmodott, hogy színésznő lesz.
Első szerepét 2003-ban kapta a Rincon de luzban. Malena Cabrerát játszotta.Sorozatbeli partnere Agustin Sierra volt.
2004-ben megkapta Roberta Espinoza szerepét a Csacska angyal-ban. Ez a sorozat a világ számos országában ismertté tette. A sorozatnak két évada is készült. A sorozat világszerte hatalmas siker volt.
2006-ban megkapta Agustina Ross szerepét a Chiquititas sin finben. Sorozatbeli partnere Juan Pedro Lanzani volt. Nemcsak a sorozatban, hanem a való életben is egymásba szerettek.
2007-ben megkapta az első főszerepét a Casi angelesben. A sorozat világszerte hatalmas siker volt. A sorozat annyira sikeres volt, hogy négy évadot is készítettek belőle. Ebben a sorozatban is Juan Pedero Lanzani volt a partnere. A Casi angeles minden évben megnyerte a Martin Fierro díjat, amit az Argentin Oscarként tartanak számon. A sorozatban alakult együttes, a Teen angeles is számos zenei díjat bezsebelt. A Teen angels tagjai Mariana Esposito, Juan Pedro Lanzani, Eugenia Suarez, Nicolas Riera és Gaston Dalmau. 2010-ben szakítottak Pittel.
2011-ben megkapta Milagros szerepét a Cuando me sonreisben. Sorozatbeli partnere Benjamin Rojas. Valamint a Teen angels újabb turnékra indul. Eugenia Suarez kiszállt az együttesből, a helyére Rocio Igarzabal került. Több pletyka keringett arról, hogy Lali és Benjamin Amadeo összejöttek. Eleinte titkolták a kapcsolatukat, azt mondták, hogy csak barátok. Azonban egyre több félreérthető kép került elő róluk, ami bizonyította, hogy több van köztük barátságnál. Ezután felvállalták, hogy tényleg együtt vannak.

## Szerepek

### Telenovellák
| Év        | Telenovella                             | Szerep                     |
| --------- | --------------------------------------- | -------------------------- |
| 2003      | Rincon de luz                           | Malena Cabrera             |
| 2004-2005 | Floricienta (Csacska angyal)            | Roberta Espinoza           |
| 2006      | Chiquititas sin fin                     | Agustina Ross              |
| 2007-2010 | Casi angeles                            | Marianella Rinaldi         |
| 2011      | Cuando me sonreis (Mosolyt kérek!)      | Milagros Rivas             |
| 2012      | Dulce amor                              | Ana                        |
| 2013      | Solamente vos                           | Daniela Cousteau           |
| 2015      | Esperanza mía (Isten áldjon, Esperanza) | Julia Albarracin/Esperanza |
| 2021      | Sky Rojo (Túl a piros kanapén)          | Wendy                      |

### Színházi szerepek
- 2003: Rincon de luz-Malena Cabrera
- 2004–2005: Floricienta-Roberta Espinoza
- 2006: Chiquititas sin fin-Agustina Ross
- 2007–2010: Casi angeles-Marianella Rinaldi
- 2012: Las brujas de Salem-Abigail Williams

### 2012
1. La palea de mi
2. Brujita
3. Nino de la calle
4. Voy mal
5. Para Laura
6. Libres como el sol
7. Soy mentiritas
8. Nada soy
9. Mi socia
10. El amor no es eso
11. No digas nada
12. Busca la luz

### 2004
- Floricienta 2004

1. Pobres los ricos
2. Chaval chulito
3. Ven a mi
4. Tic-tac
5. Los ninos no mueren
6. Y asi sera
7. Floricienta
8. Quereme solo a mi
9. Mi vestido azul
10. Kikiriki
11. Y la vida
12. Por que

### 2005
- Floricienta 2005

1. Corazones al viento
2. Cosas que odio de vos
3. Flores amarillas
4. Que esconde el conde
5. Desde que te vi
6. Ding-dong
7. Un enorme dragon
8. Caprichos
9. Vos podes
10. Te siento
11. A bailar
12. Hay un cuento

### 2006
- Chiquititas sin fin 2006

1. Chiquititas
2. Corazon con agujiretos
3. Todo-todo
4. Mentiritas
5. Amigas
6. Estoy loco
7. Hasta diez
8. Por una sola vez
9. 24 horas
10. Donde estas
11. Habia una vez
12. Malissima
13. Igual a los demas
14. Me pasan cosas
15. Volar mejor

### 2007
- Casi angeles 2007

1. Voy por mas
2. No te rindas
3. Dos ojos
4. Casi angeles
5. Valiente
6. Che bombom
7. Para vos
8. Todo puede ser mejor
9. Tu cielo
10. Escapare
11. Angeles del mundo
12. Te amare por siempre
13. Reina giatana
14. Nenes bien
15. Un angel
16. Tan alegre el corazon

### 2008
- Casi angeles 2008

1. A decir que si
2. A ver si pueden
3. Hay un lugar
4. Un paso
5. Senas tuyas
6. Nena
7. Puedo ser
8. Rio de besos
9. El espejo
10. No mas goodbye
11. De cabeza
12. Alguien
13. Estoy listo

### 2009
- Casi angeles 2009

1. Que nos volvamos a ver
2. Quien
3. Te perdi
4. Cual
5. Una vez mas
6. Hoy
7. Vuelvo a casa
8. Pensando en vos
9. Un dia mas
10. Cuando llegue tu amor
11. Salvar la paz
12. Siento
13. Por el si
14. Casi un sueno

### 2010
- Casi angeles 2010

1. Vos ya sabes
2. Donde estas
3. Quiero salir del paraiso
4. Me voy
5. Estoy aqui otra vez
6. Cambiar de aire
7. Hoy te vi
8. Abre tus ojos
9. Solo amigos
10. Resiste
11. Para eso estoy preso
12. Miedo a perderte
13. Bravo por la tierra

### 2011
- Teen angels 2011

1. Que llegue tu voz
2. Y si alguna vez
3. Mirame, mirate
4. Loco
5. Mi corazon
6. La vida es mejor cantando
7. Dime porque
8. Me envenena
9. Demasiadas veces
10. Pensando en vos

2014 - A bailar
1: Asesina
2: Histeria
3: Del Otro Lado
4 : A bailar
5: No Estoy Sola
6 : Te Siento
7: Cielo Salvador
8: Being
9: Desamor
10: Mil Anos Luz
11 : Amor de Verdad
12: A bailar ( Triplex Remix)
2016 - SOY
1: Soy
2 : Unico
3  : Tu Revolución
4 : Cree en Mí
5: Irresistible
6: Ego
7: Boomerang
8: Mi Religión
9: Lejos de Mí
10: Amor es Presente
11: Ring Na Na
12: Bomba
13: Reina ( Queen tribute)
2018 - Brava
1 : OMG!
2: Tu Novia
3 : Besarte Mucho
4: Somos Amantes
5: Salvaje ( ft. Abraham Mateo)
6: 100 Grados (ft. A. Chal)
7: Caliente ( ft. Pabllo Vittar)
8: Una Na
9: Vuelve a Mí
10: Sin Querer Queriendo (ft. Mau y Ricky)
11: Mi Ultima Canción ( ft. REIK)
12 : Tu Sonrisa
2020 - Libra
1: Eclipse
2: Ladrón  (Ft. Cazzu)
3: Fascinada
4: Bailo Pa Mi
5: Enredaos
6: No Puedo Olvidarte (Ft.Mau y Ricky) 
7: LALIGERA
8: Lo Que Tengo Yo
9: Pa Que Me Quieras (Ft.Noriel) 
10: Como Así ( Ft.CNCO) 
11: Una Esquina en Madrid
2023- LALI
1: Obsesiòn ; 2: Disciplina ; 3: Còmprame un Brishito ; 4: KO ; 5: 2 Son 3 ; 6: Incondicional ; 7: Quénes Son? ; 8: Diva ; 9: N5 ; 10: Ahora ;11: MOTIVEISHON ;12: Como Tú ;13: Sola 

## Videóklipek ( szólókarrier)
1. A Bailar (2013. augusztus 12.)
2. Asesina ( 2014. március 10.)
3. Mil Años Luz (2014. november 19.)
4. Del Otro Lado (2015. január 7.)
5. Histeria (2015. szeptember 11.)
6. Unico ( Lyric Video) (2016. március 20.)
7. Soy (2016. május 5.)
8. Boomerang (2016. szeptember 4.)
9. Ego  (2016. december 14.)
10. Una Na ( 2017. július 28.)
11. Tu Novia ( 2017. november 17.)
12. Tu Sonrisa (2017.12. 25.)
13. 100 grados (2018. április 13.)
14. Besarte Mucho (2018. július 20.)
15. Sin Querer Queriendo ( 2018. augusztus 24.)
16. Caliente ( 2018. november 14.)
17. Somos Amantes (2019.május 10.)
18. LALIGERA (2019. október 10. - Lali születésnapja.)
19. Como Así ( ft. CNCO) (2019. november 8. )
20. Lo Que Tengo Yo (2020. május 22.)
21. Fascinada (2020.augusztus 05.)
22. Ladrón (Ft.Cazzu) (2020.11.12)

23. Disclipina ( 2022.01.12)
24. Diva  (2022.01.27) 
25. Como Tú(2022.02.10)
26.   N5     (2022.06.22)
27.   2 Son 3 (2022.08.25) 
28.   Motiveishon (2022.11.11)
29.    Cómprame un Brishito (2023.03.01)
30.: Obsesiòn (2023.04.13) 31: Quiénes Son?
(2023.07.27.)